# Жадин, Владимир Иванович
Владимир Иванович Жадин (1896, Муром — 1974, Ленинград) — советский гидробиолог, зоолог, малаколог; доктор биологических наук, профессор Ленинградского гидробиологического института, заслуженный деятель науки РСФСР.

## Биография
Родился в купеческой семье; его дед Константин Данилович Жадин (1812—1880) — муромский купец 1-й гильдии; отец Иван Константинович (1835—1903) — купец 1-й гильдии, потомственный почётный гражданин.
Первоначальное образование получил в Муромском реальном училище. В 1914 году поступил в Московский городской народный университет имени А. Л. Шанявского, а в 1915 году начал учиться на медицинском факультете Казанского университета. С 1916 года находился на военной службе; с 1918 года командовал взводом Красной армии. В марте 1918 года вернулся в Муром и принял деятельное участие в создании Окской биологической станции и Муромского краеведческого музея (в доме Зворыкиных) — возглавлял музей, а с 1921 года и станцию, организовав издание её трудов.
С 1921 по 1924 год учился на естественном отделении физико-математического факультета Московского университета. После окончания университета занимался гидробиологическими исследованиями. Изучал донную фауну реки Оки и пресноводных моллюсков. В 1925—1927 гг. исследовал озеро Байкал в Байкальской экспедиции под руководством Г. Ю. Верещагина.
В 1928 году Окская биологическая станция была перебазирована в Нижний Новгород, где позднее на её основе В. И. Жадин организовал Горьковский гидробиологический институт, заместителем директора которого он стал.
В 1934 году переехал в Ленинград; стал сотрудником Зоологического института АН СССР и с 1936 года заведовал его гидробиологическим отделом. В период Великой Отечественной войны с осени 1942 по 1945 год Жадин возглавлял гидробиологические исследования в Таджикистане.
В 1956 году избран вице-президентом Международной ассоциации лимнологов, награждён медалью имени Науманна-Тинеманна. В 1960—1966 гг. был заведующим Лабораторией пресноводной и экспериментальной гидробиологии Зоологического института.
Похоронен на Серафимовском кладбище Санкт-Петербурга.

## Награды
- 2 ордена Трудового Красного Знамени (10.06.1945; 13.09.1946)
- Заслуженный деятель науки РСФСР